# イグナッツ賞
イグナッツ賞（Ignatz Awards）は、小規模出版主体が発行した卓越した漫画に贈られる賞。1997年よりスモール・プレス・エキスポで毎年授与されているが、アメリカ同時多発テロ事件の影響で2001年度は開かれなかった。
イグナッツ賞の名前は、ジョージ・ヘリマンの作品『クレイジー・カット』に登場するネズミ、「イグナッツ」に因んでいる。

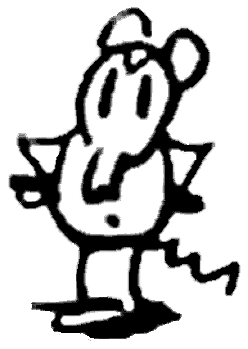
イグナッツ・マウス